# جوزقان
جوزقان، روستایی از توابع بخش میان‌ولایت شهرستان تایباد در استان خراسان رضوی ایران است.
جوزقان . [جُو زَ] (اِخ) قریه ای است قدیمی از باخرز از مَحال ّ خراسان، هوایش معتدل است و از آب قنات مشروب می‌شود. (مرآت البلدان ج ۴ ص ۲۸۶). دهی از مشهدریزهٔ میان ولایت باخرزبخش طیبات شهرستان مشهد. این ده ۱۱۵۲ تن سکنه دارد. محصول آن غلات و زیره و شغل اهالی زراعت و صنایع دستی قالیچه بافی است. (از فرهنگ جغرافیایی ایران ج ۹).

## پیشینه
در اوایل قرن هفتم، به نوشتة یاقوت حموی، ولایت باخرز ۱۶۸ قریه داشت و مرکز آن مالین بود (ج ۱، ص ۴۵۸). او به قریه جوزقان، از توابع آن، اشاره می‌کند و از رجال آنجا احمدبن اسماعیل بن جوزقانی باخرزی (متولد ۴۸۳) را نام می‌برد (همان، ج ۲، ص ۱۴۵).

## جمعیت
این روستا در دهستان کوهسنگی قرار دارد و براساس سرشماری مرکز آمار ایران در سال ۱۳۸۵، جمعیت آن ۱٬۸۳۳ نفر (۴۲۳خانوار) بوده است.

## اطلاعات بیشتر
این روستا با قدمت تاریخی و درختان کهنسال سربه فلک کشیده گردو یکی از مهم‌ترین جاذبه‌های گردشگری و تاریخی در شهرستان تایباد است.
```
جوزقان
 یکی از روستاهای تاریخی باخرز قدیم به خراسان که امروزه در دهستان کوهسنگی از توابع بخش میان ولایت 
شهرستان تایباد
 در 
خراسان رضوی
 واقع شده است.
```

## نام
```
این روستا به دلیل داشتن درختان قدیمی 
گردو
 به این نام مشهور و وجود مناطقی با عنوان 
باغستان، باغزار و باغ ساسان
 در این روستا سندی بر این واقعیت است.
```

## قدمت
```
قدمت تاریخی این منطقه به دوران 
زردشتی
 قبل از اسلام نسبت داده می‌شود و آثار به‌جا مانده در این خطه سرسبز که همچون نگینی در دل طبیعت تایباد است حاکی از زندگی در این مکان از دوره قبل از اسلام دارد و یکی از کانون‌های مدنیت زردشتی بوده و درخت سرو 
«سبز گِروجه»
 و درخت سرو 
«خشکیده باغ خان»
 در آن بیانگر تقدس این درختان در جامعه 
زردشتی
 و سندی بر قدمت این دیار است.
این جاذبه‌ها شامل باغات سبز روستا با کوچه باغ‌های زیبای آن و همچنین وجود صخره‌های کنار روستا که به کمر 
«ارّه ارّه»
 مشهور است، 
«مزار خواجه»
 که لوح‌های سنگی کتیبه دار این آرامگاه هنر حکاکی ایران 
عصر تیموری
 را به نمایش گذارده است. محوطه تاریخی جوزقان مشهور به 
قلعه بالا
، 
تپه سنگ‌کن
، 
گردنه شرنده و لوح سنگی کتیبه دار مزار ملک معین‌الدین عمر
، 
شاه مضراب خوارزمی
، 
قلعه کهنه شَرشَری
، 
حوض سهم
 ،
چهل دخترون
 و 
عَلَم سیدالشهدا ع
 از دیگر جاذبه‌های گردشگری و مورد توجه و احترام زائران و مجاوران و پیر خطیبان است.
سه قبرستان قدیمی به نام سه شخصیت روحانی که در محل دفن شده‌اند وجود دارد که عبارتند از قبرستان 
شاه مضراب
 در جنوب با بنای آجری مختصری که ظاهراً قدمت آن به زمان صفویه می‌رسد، 
قبرستان پیربزه
 در مغرب که وجود خارجی ندارد، 
قبرستان پیر سفیدپوش
 و 
پیر هندامدد
 در کنار هم و محصور در محوطه مستطیل با دیواره کوتاه مدفون است اما آنچه اهمیت دارد سنگ قبرهای بسیار زیبا و باشکوه است که در قبرستان وجود دارد.
```

## آداب و رسوم
```
از مهم‌ترین میراث معنوی ماندگار این روستا آداب و رسوم مربوط به عزاداری ماه محرم و حسینیه میرزای ذاکرالحسینی که امروزه به وحدت یا حسین ع مسمی است که حافظ مهم‌ترین میراث معنوی ماندگار روستای جوزقان هستند که در ایام محرم و بستن 
دست علم
 حضرت سیدالشهدا (ع) به منطقه میان ولایت تایباد و به خصوص این روستا شور حسینی می‌بخشند. 
علامه میرزای ذاکرالحسینی
 که از لحاظ قدمت یکی از شناسنامه‌های هویتی جوزقان و میان ولایت است و در کنار موی سعادت از مهم‌ترین نمادهای وحدت 
تشیع
 و 
تسنن
 بشمار می‌رود.
```

## هنر
```
هنر 
فرت‌بافی
 یکی از صنایع دستی محبوب بین بانوان این روستا است و اکنون ۱۰۰ کارگاه خانگی 
فرت‌بافی
 در این منطقه فعال است. این منطقه قابلیت ثبت به عنوان روستای ملی صنایع دستی را دارد.
```

## جمعیت و موقعیت
روستای جوزقان با ۲۵۰۰ نفر جمعیت در جنوب غربی تایباد به فاصله ۳۴ کیلومتری مرکز شهرستان و پنج کیلومتری شهر مشهد ریزه مرکز بخش میان ولایت در منطقه کوهپایه‌ای در کنار رودخانه فصلی «کال مرغزار» قرار دارد.